# Juliana Paes
Juliana Couto Paes (n. 26 martie 1979) este o actriță braziliană.

## Filmografie

### Televiziune
| 1998 | Malhação                  | figurante                          |
| 2000 | Laços de Família          | Ritinha                            |
| 2001 | Brava Gente               | Rosinha                            |
| 2001 | O Clone                   | Karla                              |
| 2002 | Sítio do Pica-Pau Amarelo | Jurema                             |
| 2003 | A Casa das Sete Mulheres  | Teiniaguá                          |
| 2003 | Os Normais                | Marialva                           |
| 2003 | Celebridade               | Jaqueline Joy                      |
| 2005 | América                   | Creusa                             |
| 2005 | Levando a Vida            | Grace                              |
| 2006 | Pé na Jaca                | Gui (Guinevere Ataliba dos Santos) |
| 2007 | Toma Lá, Dá Cá            | Suellen                            |
| 2007 | Duas Caras                | Si mesma                           |
| 2007 | Dicas de um Sedutor       | Vera Lúcia                         |
| 2008 | Episódio Especial         | Si mesma                           |
| 2008 | A Favorita                | Maíra Carvalho                     |
| 2009 | Caminho das Índias        | Maya Meetha                        |
| 2009 | Episódio Especial         | Si mesma                           |
| 2010 | Por um Fio                | Apresentadora                      |
| 2011 | O Astro                   | Nina                               |
| 2012 | As Brasileiras            | Janaína                            |
| 2012 | Gabriela                  | Gabriela                           |
| 2017 | A Força do Querer         | Bibi Perigosa                      |

### Cinema
| 2005 | Mais uma vez amor       | Lia               |
| 2006 | Seus problemas acabaram | banhista da praia |
| 2007 | A Casa da Mãe Joana     | Dolores Sol       |
| 2008 | Kung Fu Panda           | Mestre Tigresa    |
| 2010 | Desenrola               | Tia Solange       |
| 2010 | Bed & Breakfast         | Ana               |